# Marten Jennerjahn
Marten Jennerjahn ist ein ehemaliger Jugendverbandsfunktionär. Er war Bundesvorsitzender der Sozialistischen Jugend Deutschlands – Die Falken (SJD – Die Falken).

## Leben
Jennerjahn war Anfang der 1990er Landesvorsitzender des Landesverbands Mecklenburg-Vorpommern der SJD – Die Falken. Als solcher engagierte er sich unter anderem gegen den „Asylkompromiss“ und war bei der Jugendinitiative Rostock aktiv. Bis Mai 2003 war Jennerjahn Bundesvorsitzender der SJD – Die Falken. Ihm folgte Veit Dieterich nach. Anfang der 2000er war Jennerjahn Mitglied des Bundesjugendkuratoriums.
Von 2004 bis 2022 war Jennerjahn Geschäftsführer der SPD Baden-Württemberg. Ihm folgte Rainer Hinderer nach. Mittlerweile ist Jennerjahn Leiter der Abteilung „Kampagne / Kommunikation“ in der Landesgeschäftsstelle der BayernSPD. Ab spätestens 2014 bis 2018 war Jennerjahn Beisitzer im Vorstand des SPD-Ortsvereins Botnang.
Jennerjahn war Trainer der Fußball-C-Jugend des Vereins Sport- und Kulturgemeinde Botnang.